# 조 카터
조지프 크리스토퍼 카터(Joseph Christopher Carter, 1960년 3월 7일 ~ )는 전 미국의 프로 야구 선수이다. 그는 1983년부터 1998년까지 외야수와 1루수로서 메이저 리그 베이스볼에서 활약하였다. 카터는 토론토 블루제이스를 위하여 1993년 월드 시리즈를 우승하는 데 끝내기 홈런을 치기로 가장 유명하다.

## 경력

### 대학 경력
카터는 위치토 주립 대학교에서 수학하며 자신의 주니어 해 이후에 떠났다. 그는 1981년 스포팅 뉴스 잡지에 의하여 "올해의 대학 선수"로 임명되었다. 1981년 드래프트에서 시카고 컵스가 1라운드의 전체 2위와 함께 그를 선택하였다.

### 시카고 컵스와 클리블랜드 인디언스
카터는 시카고 컵스와 함께 주요 리그들에 도달하였으나 이듬해 자신이 발달하여 스타 선수로 된 클리블랜드 인디언스로 이적되었다. 카터는 힘이 풍부한 타자로서 나타나 시즌에 35개 만큼의 홈런을 치고 정규적으로 100개 혹은 그 이상의 득점을 몰았다. 그는 보통 자신이 홈런을 친 만큼 많은 2루타 가까이 치고 많은 세월에 3루타의 훌륭한 수들을 가지기도 하였다. 그는 또한 가장 좋은 주자였으며, 성공의 높은 비율과 함께 20~30개를 도루하고 1987년에 카터는 홈런과 도루들을 위한 싱글 시즌 30~30 클럽의 드문 회원이 되었다.

### 샌디에이고 파드리스
강한 1989년 시즌 후에 카터는 예상 선수들 샌디 앨로마 주니어, 카를로스 바에르가와 크리스 제임스를 위하여 샌디에이고 파드리스로 이적되었다. 자신이 지속적으로 득점에 달려도 그는 또한 지속적으로 방어적 문제들을 가지기고 하였다. 파드리스는 이어서 스타 선수들 프레드 맥그리프와 토니 페르난데스를 위한 교환에서 로베르토 알로마와 함께 카터를 토론토 블루제이스로 참가시켰다.

### 토론토 블루제이스
1991년 자신이 토론토 블루제이스가 디비전 타이틀을 우승하는 데 도움을 주고 아메리칸 리그 동부 챔피언십을 결정 지은 경기 우승의 싱글을 치면서 카터의 전체 경기가 드라마적으로 향상되었다. 또한 그는 팀의 리더로서 처음으로 나타났다. 1992년 그는 블루제이스가 자신들의 첫 월드 시리즈를 우승하는 데 도움을 주며, 캐나다 도시 팀에 의한 처음이자 마지막 우승이었다. 카터는 2개의 홈런을 치고 시리즈의 외부 결승전을 기록하였으며, 번트한 애틀랜타 브레이브스의 오티스 닉슨을 붙잡는 데 구원 투수 마이크 팀린으로부터 1루에 던졌다. 이 일은 월드 시리즈가 번트에 끝나는 데 처음이었다.
에드윈 엔카르시온과 더불어 카터는 1993년 카터 자신이 볼티모어 오리올스를 상대로, 2013년 엔카르시온이 휴스턴 애스트로스를 상대로 함께 1회에서 2개의 홈런을 친 단 두명의 블루제이스 선수들이다.

#### 1993년 월드 시리즈

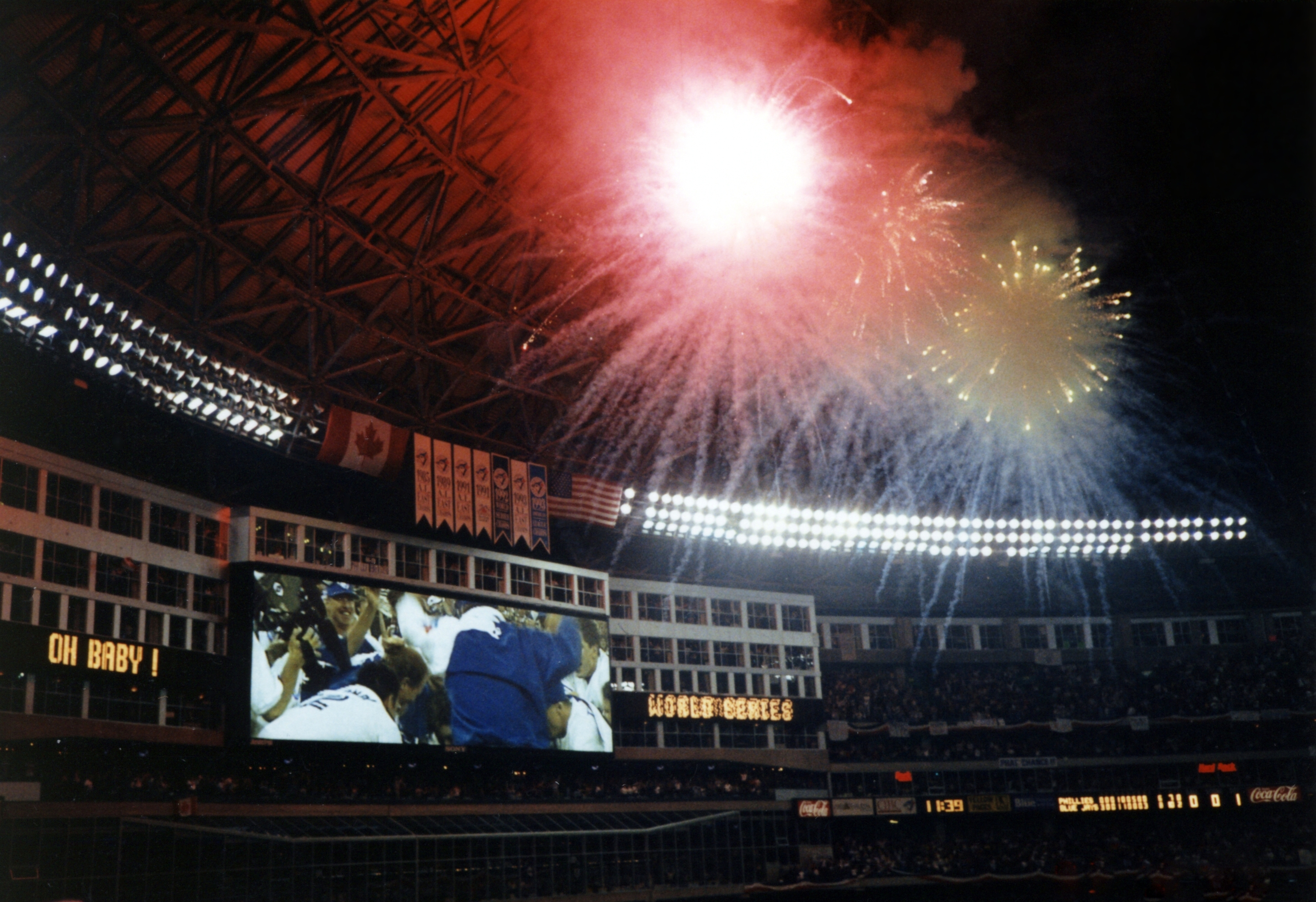
카터의 월드 시리즈 우승 홈런 후에 스카이 돔에서 튀고 있는 불꽃

1993년 블루제이스는 다시 월드 시리즈에 도달하여 필라델피아 필리스를 향하였다. 6번째 경기에서 블루제이스가 3개의 경기들을 2로 이끌면서 카터는 블루제이스가 6 대 5로 추적하고 리키 헨더슨과 폴 몰리터가 1루에 있으면서 9회의 밑바닥에서 하나의 아웃과 함께 타자로 왔다. 2 대 2의 카운트에서 카터는 월드시리즈를 우승하는 데 3점 끝내기 홈런을 쳐서 1960년 피츠버그 파이어리츠가 뉴욕 양키스를 상대로 빌 매저로스키가 했듯이 두번째로 시리즈가 홈런과 끝나고, 가능한 선수권 클린치 경기에서 9회의 밑바닥에서 추적하던 팀의 선수에 의하여 타격된 단 한번의 홈런이었다.

#### 1994 ~ 1997
카터는 1997년까지 블루제이스를 위하여 지속적으로 활약하고 1994년과 1995년 홈런과 타점들에서 블루제이스를 지도하였다.
1996년 메이저 리그 베이스볼 올스타전에서 경기가 당시 필라델피아 필리스의 홈구장 베테랑 스타디움에서 열리면서 블루제이스가 필리스를 꺾고 우승한 월드 시리즈에서 자신의 홈런으로 카터는 야유되었다.

### 볼티모어 오리올스와 샌프란시스코 자이언츠
1998년 자유 계약 선수가 되어 잠시 볼티모어 오리올스와 샌프란시스코 자이언츠를 위하여 활약하였다. 카터는 시카고 컵스를 상대로 1 게임 플레이오프에서 경기를 끝내는 데 급사하면서 자신의 경력을 끝냈다.

### 경력 통계치
카터는 5번이나 올스타팀에 임명되었다. 자신의 경력에서 그는 396개의 홈런을 치고, 1445의 득점에서 강타하였다. 한해로 115개의 경기에서 일어난 스트라이크로 인하여 짧아진 1994년을 포함하여 10번이나 1개의 시즌에서 100의 득점에서 강타하였다. 그는 3개의 연속적 시즌에서 3개의 다른 팀들을 위하여 100개의 타점을 기록하는 데 첫 선수였다. 1993년 블루제이스를 위하여 활약하는 동안에 카터는 자신의 경력에서 5번째로 경기에서 3개의 홈런을 칠 때 아메리칸 리그 기록을 세웠다.

## 은퇴 이후
1999년부터 2000년까지 카터는 CTV 스포츠넷에 토론토 블루제이스를 위하여 시사해설자로 일하고, 시카고 컵스를 위하여 일하러 떠났다. 2001년부터 2002년까지 WGN-TV에 시카고 컵스를 위하여 시합의 자세한 보도자 칩 캐레이와 함께 시사 해설자를 지냈다.
2003년 카터는 야구 명예의 전당을 위하여 자격을 가졌지만, 그는 19개의 투표 만을 받아 투표의 3.8%를 대표하여 더 나가서의 투표에서 떨어져 나갔다.
그해에 그는 캐나다 야구 명예의 전당에 헌액되었다.
2006년 9월 카터는 팬들에 의하여 뽑히면서 자신의 특허의 역사상 유산을 최고로 대표한 전직 혹은 현직 선수로서 메이저 리그 베이스볼 고향 영웅상을 수상하였다.
2009년 8월 7일 자신의 1992~1993 토론토 블루제이스 월드 시리즈 동료 선수들과 함께 카터는 스카이 돔에서 재결합/프리경기에 참석하였다. 그 이벤트는 카터 자신과 36명의 선수, 코치와 훈련자들에 의하여 결성되었다.
2012년 5월 19일 클리블랜드 인디언스는 마이애미 말린스를 상대로 자신들의 경기가 열리는 동안에 그의 탈들을 품은 털실 머리를 주면서 카터에게 명예를 주었다. 카터는 참석하여 의식의 첫 투구를 던지기는 물론 자신의 이름을 사인하였다.
2015년 7월 14일 그해의 올스타전이 열리기 전에 프리게임 영결식에서 카터는 팬들에 의하여 토론토 블루제이스의 프랜차이즈 포 멤버로서, 프랜차이즈 역사상 MVP 4명들 중의 하나로 선출되었다.

## 자선 연루
카터는 2010년 어린이 원조 재단에 이익을 주는 데 토론토 지역에서 창립된 명사 골프 토너먼트인 해마다의 "조 카터 클래식"을 공동으로 의장직을 맡고 있다. 토너먼트는 재단에 22만 5천 달러 이상을 모았다. 이전의 이벤트들은 찰스 바클리, 레이 버크와 고디 호우를 포함한 명사들이 나왔다.

## 수상과 명예
- 5회의 올스타 (1991, 1992, 1993, 1994, 1995)
- 2회의 실버 슬러거상 수상 (1991, 1992)
- 토론토 블루제이스 최고의 수준
- 위치토 주립 대학교 피자헛 쇼커 명예의 전당 (1988)
- 미주리 밸리 명예의 전당 (1999)
- 캐나다 야구 명예의 전당 (2003)
- 온타리오 주 스포츠 명예의 전당 (2004)
- 캔자스주 야구 명예의 전당 (2008)